# Jakob Rudnik
Jakob Rudnik (24 tháng 3 năm 1894 – 13 tháng 3 năm 1963) (có tài liệu viết là Yakov Rudnik theo tiếng Nga) là một điệp viên hoạt động trong Bộ Liên lạc Quốc tế (tiếng Nga: Otdel Mezhdunarodny Sviasy (OMS), tiếng Anh: International Liasion Department) là tổ chức điệp vụ bí mật của Quốc tế Cộng sản.
Ông nổi tiếng qua "Vụ án Noulens" khi hoạt động dưới mật danh Hilaire Noulens và bị bắt ở Thượng Hải (Trung Quốc) từ tháng 6 năm 1931 đến tháng 7 năm 1939. Ông từng tham chiến tại Chiến tranh thế giới thứ hai. Sau chiến tranh, ông làm giảng viên tại Viện Quan hệ Quốc tế Moskva (Moscow Institute of International Relations) và huấn luyện nhiều nhà ngoại giao và điệp viên Liên Xô.

## Thân thế
Jakob Rudnik, tên đầy đủ Yakob Matveevich Rudnik (tiếng Nga: Яков Матвеевич Рудник), sinh ngày 24 tháng 3 năm 1894 (theo lịch Gregorius là ngày 5 tháng 4 năm 1894) tại Kiev, Ukraina. Do hoàn cảnh gia đình quá nghèo, ông phải làm thêm kiếm sống từ năm 13 tuổi. Khi đang theo học tại Viện Kỹ thuật Petrograd thì phải bỏ dở vì toàn bộ sinh viên bị tổng động viên năm 1916. Năm 1917, ông tham gia lực lượng Bolshevik trong cuộc Cách mạng Tháng Mười Nga. Đầu năm 1918, ông trở thành thành viên của Ủy ban Đặc biệt toàn Nga (Cheka) ở Petrograd để làm việc trong quân đội. Cuối năm 1920, ông được cử đến Moskva để gia nhập tổ chức Quốc tế Cộng sản. Sau đó, ông được gửi đến hoạt động bí mật tại Pháp.
Rudnik hoạt động cho lực lượng tình báo của Hồng Quân Liên Xô và Quốc tế Cộng sản tại Pháp. Tháng 12 năm 1921, Phòng Nhì (Deuxième Bureau), cơ quan tình báo của quân đội Pháp, nhận được báo cáo từ Thụy Sĩ thông báo việc những điệp viên Liên Xô đang tìm cách lấy cắp thông tin về vũ khí quân đội Pháp. Tình báo Pháp đã theo dõi và bắt được Rudnik. Ông bị giam giữ tại nhà tù Poissy (gần Paris, Pháp) từ năm 1922 đến 1924 trước bị trục xuất khỏi Pháp và trở về Liên Xô. Từ tháng 5 năm 1925 đến tháng 11 năm 1927, ông đến Vien (thủ đô nước Áo) và làm chủ bút cho một tờ báo khi người tiền nhiệm bị triệu hồi về Liên Xô.
Sau đó, ông được Quốc tế Cộng sản cử sang Châu Á, nhằm phát triển mạng lưới hoạt động tại khu vực này. Ông hoạt động chủ yếu tại Trung Quốc và đóng vai trò quan trọng khi lãnh đạo Bộ Liên lạc Quốc tế (OMS), một tổ chức đóng vai trò cánh tay tình báo, nhu vận và thông tin liên lạc của Quốc tế Cộng sản tại vùng Viễn Đông châu Á.

## Vụ án Noulens
Trong thời kỳ hậu Thế chiến thứ Nhất, Cục Tình báo Mật Anh (Secret Intelligence Service - SIS hay MI6 ngày nay) mở rộng hoạt động tại Châu Á nhằm theo dõi và triệt phá mạng lưới của Quốc tế Cộng sản. Cơ quan tình báo này đã bắt được Serge Lefranc (còn có tên khác: Joseph Ducroux), một điệp viên của Quốc tế Cộng sản, đang hoạt động tại Singapore vào ngày 1 tháng 6 năm 1931. Từ những thông tin thu giữ được từ Lefranc, tình báo Anh tại Trung Quốc phát hiện ra địa chỉ những thành viên Quốc tế Cộng sản thường liên lạc với Lefranc, trong đó có Rudnik tại Thượng Hải và Nguyễn Ái Quốc (lúc đó hoạt động dưới tên Tống Văn Sơ) tại Hồng Kông.
Cảnh sát Thượng Hải lần theo địa chỉ được cung cấp bởi tình báo Anh, phát hiện một nhân vật tên Hilaire Noulens, một "giáo sư" người Pháp. Xác nhận đây chính là người lãnh đạo Bộ Liên lạc Quốc tế (OMS) của Quốc tế Cộng sản, vào ngày 15 tháng 6 năm 1931, cảnh sát Thượng Hải bắt Hilaire Noulens và vợ Tatiana Moissenko (có sách viết Tatyana Moiseyenko) tại căn hộ số 235 phố Tứ Xuyên, Thượng Hải. Ban đầu, Noulens và Moissenko khai rằng họ là người Bỉ, với hi vọng thoát khỏi bị bắt giữ nhờ quyền ngoại lãnh thổ (extra-territorial rights) theo luật pháp Bỉ. Tuy nhiên, sau khi Sứ quán Bỉ tại Thượng Hải bác bỏ thông tin này, hai người bị chuyển qua Tòa án Thượng Hải để xử lý tố tụng. Ngày 4 tháng 8, theo hướng dẫn của luật sư được thuê bởi Quốc tế Cộng sản, Rudnik thay đổi lời khai, tự nhận mình tên Xavier Alois Beuret, quốc tịch Thụy Sĩ. Lần này, Lãnh sự quán Thụy Sĩ cũng bác bỏ thông tin này và tìm ra người tên Xavier Beuret thật hiện đang sinh sống tại Bỉ.

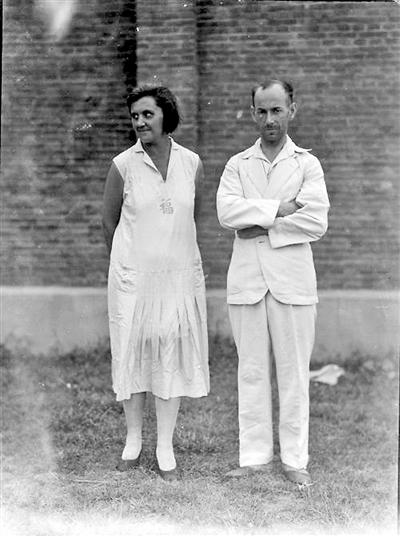
Jakob Rudnik và Moissenko trong nhà tù Trung Quốc năm 1937

Quốc tế Cộng sản liên hệ các nhân viên người Thụy Sĩ đang hoạt động bí mật và tạm sử dụng danh tính của họ cho Rudnik. Do vậy, Rudnik tiếp tục thay đổi tên của mình thành Paul Christian, một thợ vẽ bích họa. Nhưng sau đó, ông lại khai mình tên là Paul Ruegg, một thợ cơ khí người Thụy Sĩ. Do vậy, từ tháng 9 năm 1931, báo chí, dưới sự hậu thuẫn tuyên truyền từ Quốc tế Cộng sản, đồng loạt sử dụng tên "Paul Ruegg" trong các bài báo đưa tin.
Trong thời gian đó, tổ chức Cứu tế Đỏ Quốc tế, một cơ quan chuyên cứu trợ những thành viên bị giam giữ của Quốc tế Cộng sản, đồng thời mở chiến dịch tuyên truyền rộng lớn trên báo giới về "Vụ án Noulens" nhằm thu hút dư luận. Nhà hoạt động chính trị người Đức, Willi Münzenberg, vận động các cảm tình viên Cộng sản lập nên "Ủy ban Quốc tế Bảo vệ Noulens (Ruegg)" (International Noulens (Ruegg) Defence Committee) gây tiếng vang khắp Châu Âu. Nhờ vào tuyên truyền từ tổ chức này, những người nổi tiếng như Albert Einstein, H.G. Wells, bà Tống Khánh Linh (phu nhân Tôn Trung Sơn), Maksim Gorky, Theodore Dreiser, và Henri Barbusse cũng lên tiếng tham gia ủng hộ Noulens. Vụ việc thậm chí được đem ra thảo luận tại cả Hạ viện Anh và Thượng viện Hoa Kỳ.
Sau đó, tin tức về vụ án Noulens và Moissenko, tuy từng là chủ đề quan tâm của báo chí, nhưng sớm bị lu mờ bởi các sự kiện xảy ra sau khi Nhật Bản xâm lược vùng Mãn Châu (đông bắc Trung Quốc), đặc biệt là sự kiện Phụng Thiên, đe dọa an ninh đến Liên Xô.
Noulens và vợ bị tuyên án tử hình vào ngày 19 tháng 8 năm 1932 tại Tòa án thượng thẩm Nam Kinh (tỉnh Giang Tô). Sau đó, Quốc tế Cộng sản chi số tiền lớn, thông qua đại diện liên lạc tại Trung Quốc, nhằm giải cứu Noulens và Moissenko nhưng bất thành. Hai người tiếp tục bị giam giữ tại Nhà tù số 1 Giang Tô. Trong thời gian bị giam, theo lời kể của Noulens sau này, họ thường đấu tranh sự ngược đãi bằng cách tuyệt thực trong tù. Nhưng hình ảnh chụp vào năm 1934 cho thấy họ hoàn toàn không bị ngược đãi.. Sau đó, thế giới hoàn toàn quên lãng vụ án Noulens.
Ngày 27 tháng 8 năm 1937, sau đợt không kích của quân đội Nhật, Noulens và vợ được phóng thích. Họ rời Nam Kinh đến Thượng Hải. Bà Tống Khánh Linh đã hỗ trợ tiền bạc và nơi ở cho họ trong thời gian ở Thượng Hải. Sau khi liên lạc với Quốc tế Cộng sản, cuối cùng họ được bảo lãnh và cung cấp giấy tờ để rời khỏi Trung Quốc vào 25 tháng 7 năm 1939.

## Bí ẩn về danh tính
Theo nghiên cứu của Tiến sĩ Frederick Litten, khi đến hoạt động tại Trung Quốc, Noulens và vợ sử dụng rất nhiều hộ chiếu với tên tuổi và quốc tịch khác nhau. Khi bị bắt, Noulens đang giữ trong người 3 hộ chiếu khác nhau: Samuel Herssens, Fernand Vandercruyssen (đều quốc tịch Bỉ), và Donat Boulanger (quốc tịch Canada). Còn vợ Noulens, Moissenko, khi đó có 2 hộ chiếu: Sophie Louise Herbet và Marie Vandercruyssen.
Khi bị bắt, cả hai người đều sử dụng hộ chiếu mang họ Vandercruyssen, quốc tịch Bỉ. Sau thời gian bị giam giữ và nhiều lần đổi tên, cuối cùng Noulens và vợ khai mình có tên là Paul Ruegg và Gertrud Ruegg (Ông/Bà Ruegg), quốc tịch Thụy Sĩ. Tuy nhiên, chính quyền Thụy Sĩ bác bỏ thông tin này. Ngoài ra, Noulens còn sử dụng nhiều tên và quốc tịch khác nhau trong suốt thời gian dài hoạt động cho Quốc tế Cộng sản. Do vậy, danh tính và quốc tịch thật của Noulens và vợ vẫn là nghi vấn đối với chính quyền và báo chí.
Trong gần 60 năm, danh tính của Noulens bị gọi sai là Paul Ruegg dựa theo thông tin Rudnik khai trong thời giam giam giữ ở Thượng Hải. Do đó, việc gọi tên người bị bắt vào ngày 15 tháng 6 năm 1931 là Paul Ruegg như trong một số tác phẩm liên quan đều không chính xác. Cho đến năm 1994, Tiến sĩ Litten công bố bài báo trên tờ China Quarterly và lúc đó, danh tính thực sự của Noulens mới bị phơi bày.